# 日高山脈襟裳十勝国立公園
日高山脈襟裳十勝国立公園（ひだかさんみゃくえりもとかちこくりつこうえん）は、北海道中央南部
にある日本最大の国立公園である。日高山脈一帯、広尾町から襟裳岬にかけての海岸線、豊似湖及びアポイ岳周辺の地域からなり、総面積24万5668 haである。2024年6月25日に日高山脈襟裳国定公園を解除し、陸域の面積を国定公園時代の2倍以上に広げ、国立公園として指定された。名称は「日高山脈襟裳十勝国立公園」とされた。

## 概要
日高山脈は日本国内で原始的な自然を残しており、固有種や隔離分布する植物を数多く見ることができるのが特徴になっている。登山に関しては難度の高い山域であり、一般的な登山道が整備されていない箇所も多いため、他の山域とは異なる知識や準備を必要としている。襟裳岬は岬から1.5 kmに渡り岩礁が連続し、風が強い地域である。また、日本の白砂青松100選や「百人浜・襟裳岬」として日本の渚百選に選定されている。アポイ岳は世界的にも珍しいかんらん岩からなる山塊や渓谷、特殊な土壌条件などによって低標高ながら高山植物を見ることができる自然環境にあり、登山道も整備されている。「アポイ岳と高山植物群落」として国の特別天然記念物に指定されているほか、日本の地質百選の一つに選定されている。また、ジオパークとして2008年（平成20年）に「日本ジオパーク」に、2015年（平成27年）には「世界ジオパーク」に認定された。
襟裳岬、十勝幌尻岳、幌尻岳は国の名勝「ピリカノカ」に指定されている。

### 国立公園化
環境省は2023年（令和5年）6月13日、翌年中に国立公園化することを発表した。日高山脈の東側である十勝地方の帯広市などからの要望を受け、環境省は名称を「日高山脈襟裳十勝国立公園」とする方針を示した。これに対して環境保護団体からは、原生的な自然が残る日高山脈と酪農・畑作地帯である十勝平野は性質が異なるうえ、観光開発に重きが置かれて自然破壊につながりかねないという反対論が出た。国立公園名を了承した2024年2月開催の中央環境審議会自然環境部会は全会一致でなく異例の多数決となり、「十勝」を追加した理由を十分説明すべきとの要望が部会長から出た。2024年5月22日開催の中央環境審議会において、国立公園に格上げして指定することを全会一致で了承した。名称は新たに「十勝」を加え「日高山脈襟裳十勝国立公園」となった。名称について、「新たな国立公園の区域は十勝側の山麓部も含めて大きく拡大していて、保全管理は日高側・十勝側双方の協力によって成り立つ」などと環境省は説明している。2024年6月25日掲載の官報告示をもって環境省は、日高振興局と十勝総合振興局管内の13市町村にまたがる日高山脈の一帯と襟裳岬などの地域を「日高山脈襟裳十勝国立公園」として国立公園に指定。国立公園の指定は全国で35か所目で、北海道内では1987年の「釧路湿原」以来7か所目。

## 地域
- 日高山脈地区
  - 最高峰の幌尻岳をはじめ札内岳、十勝幌尻岳、ペテガリ岳、楽古岳など標高1,500 mから2,000 m級の山々が連なり、稜線は鋭く切れ込んだナイフエッジになっている[13]。特に、ピパイロ岳西方の無名峰から南部のトヨニ岳までの間の谷頭部には、氷期における氷食地形の圏谷（カール）を見ることができる[13]。「幌尻岳の七つ沼カール」は日本の地質百選の一つに選定されている。

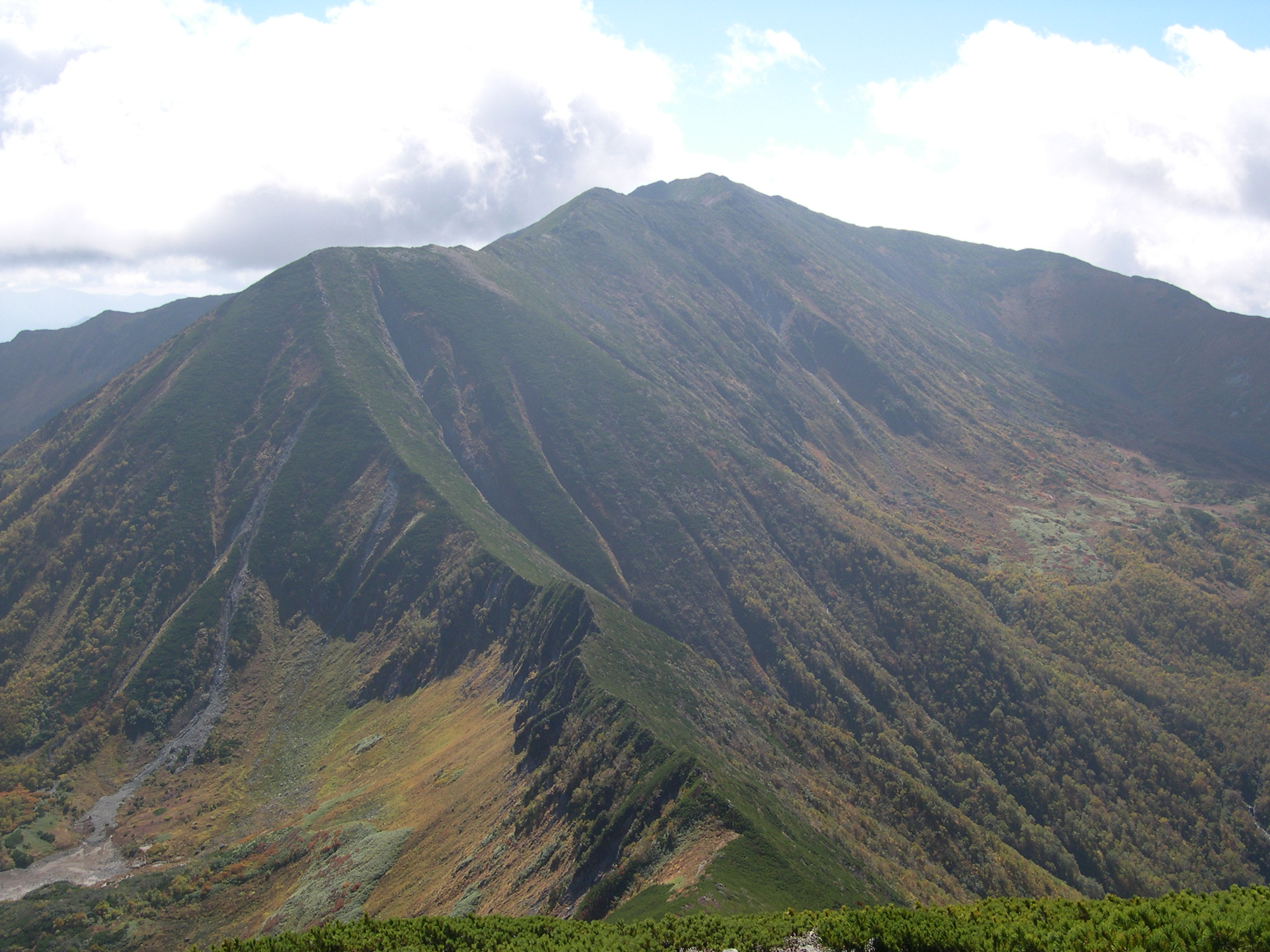
戸蔦別岳から見た幌尻岳
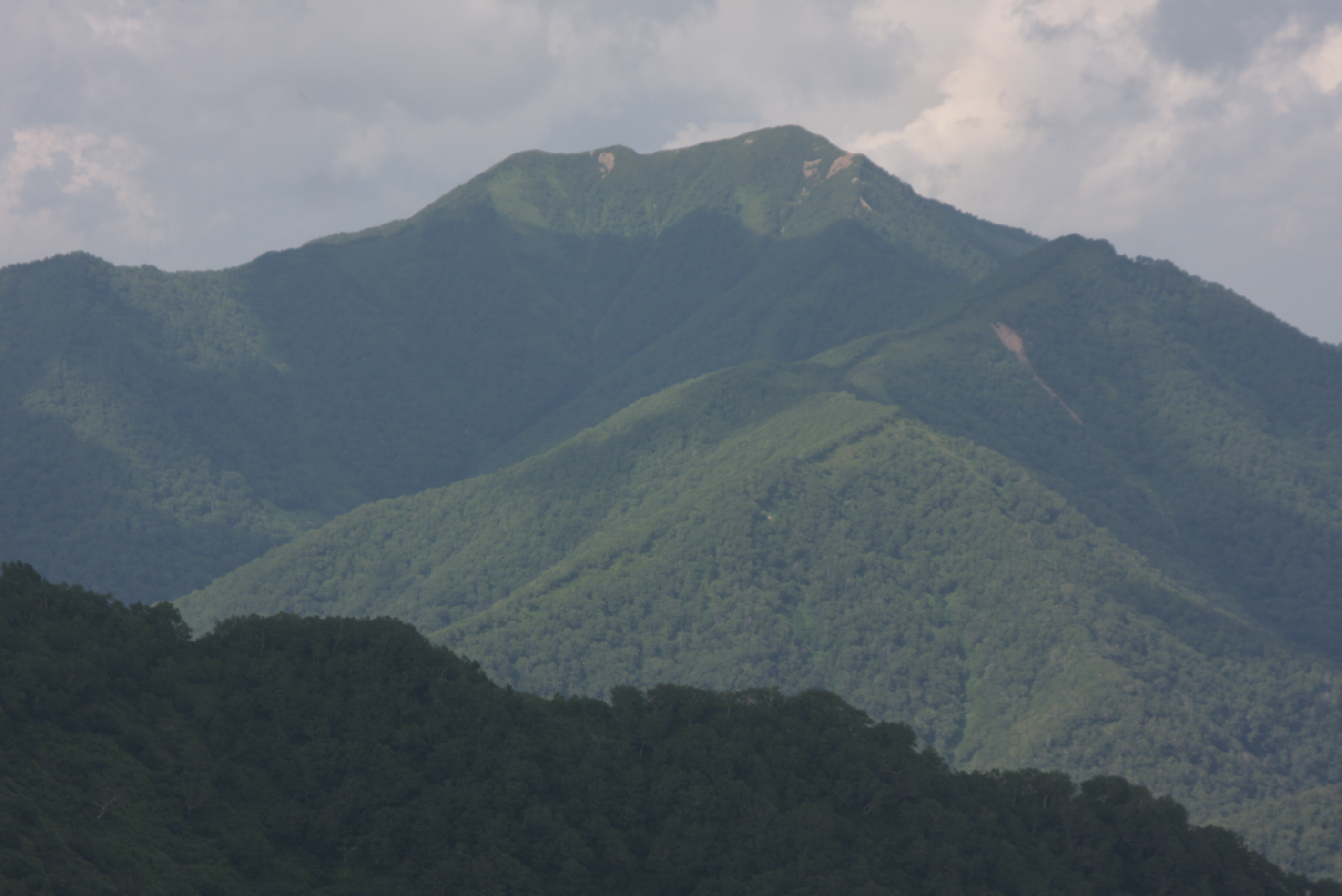
ピラミッド峰から見た札内岳
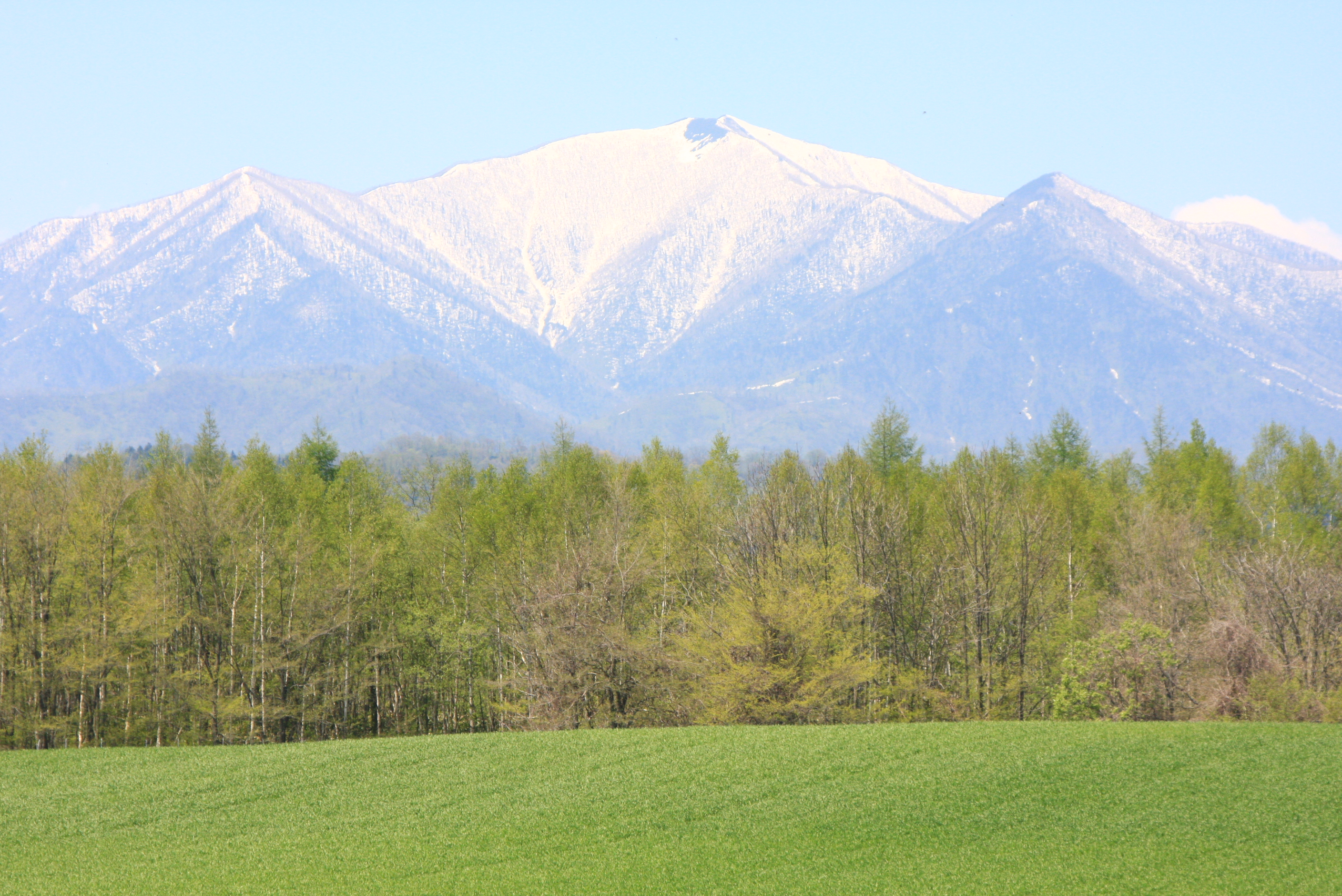
中札内村から見た十勝幌尻岳
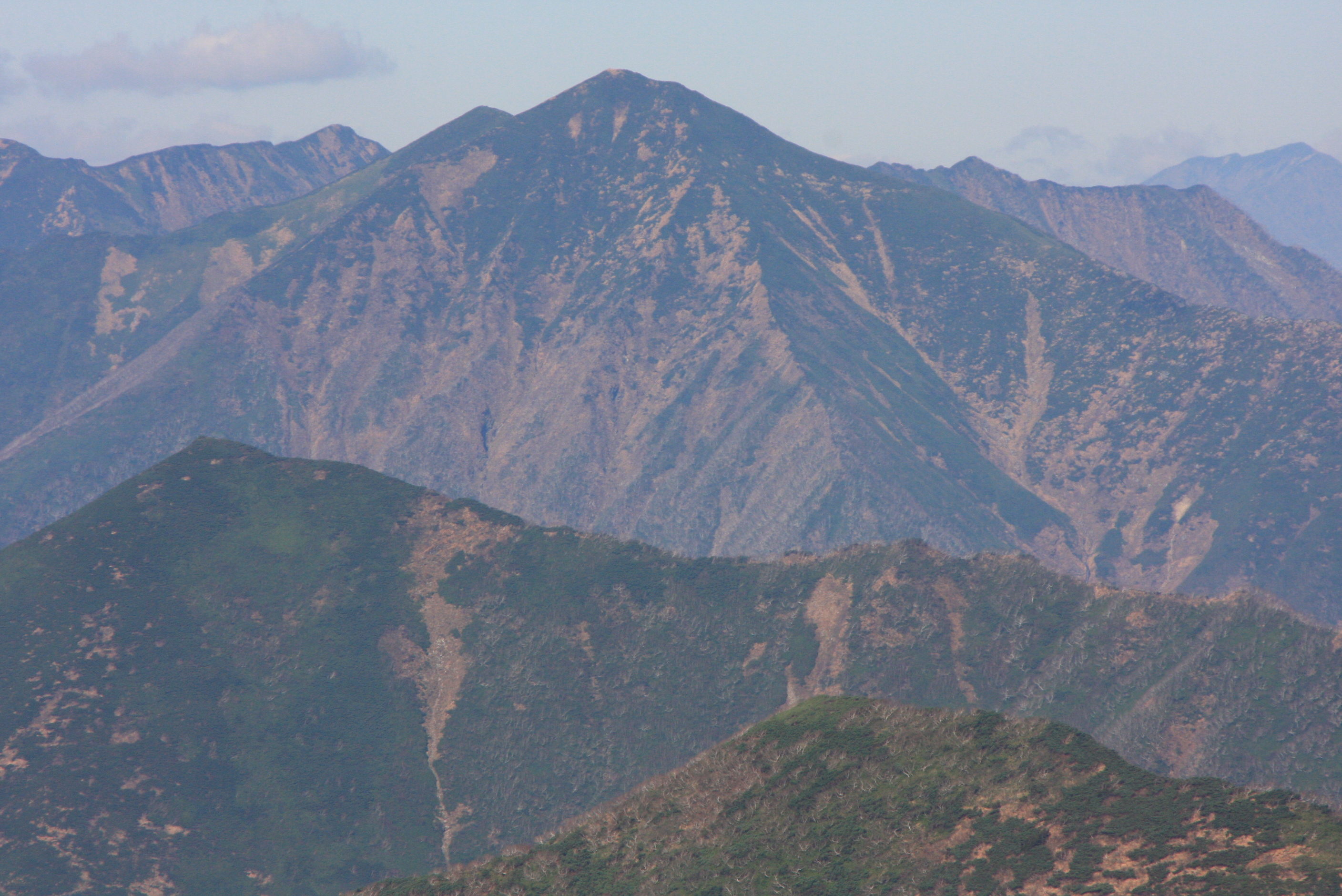
神威岳から見たペテガリ岳
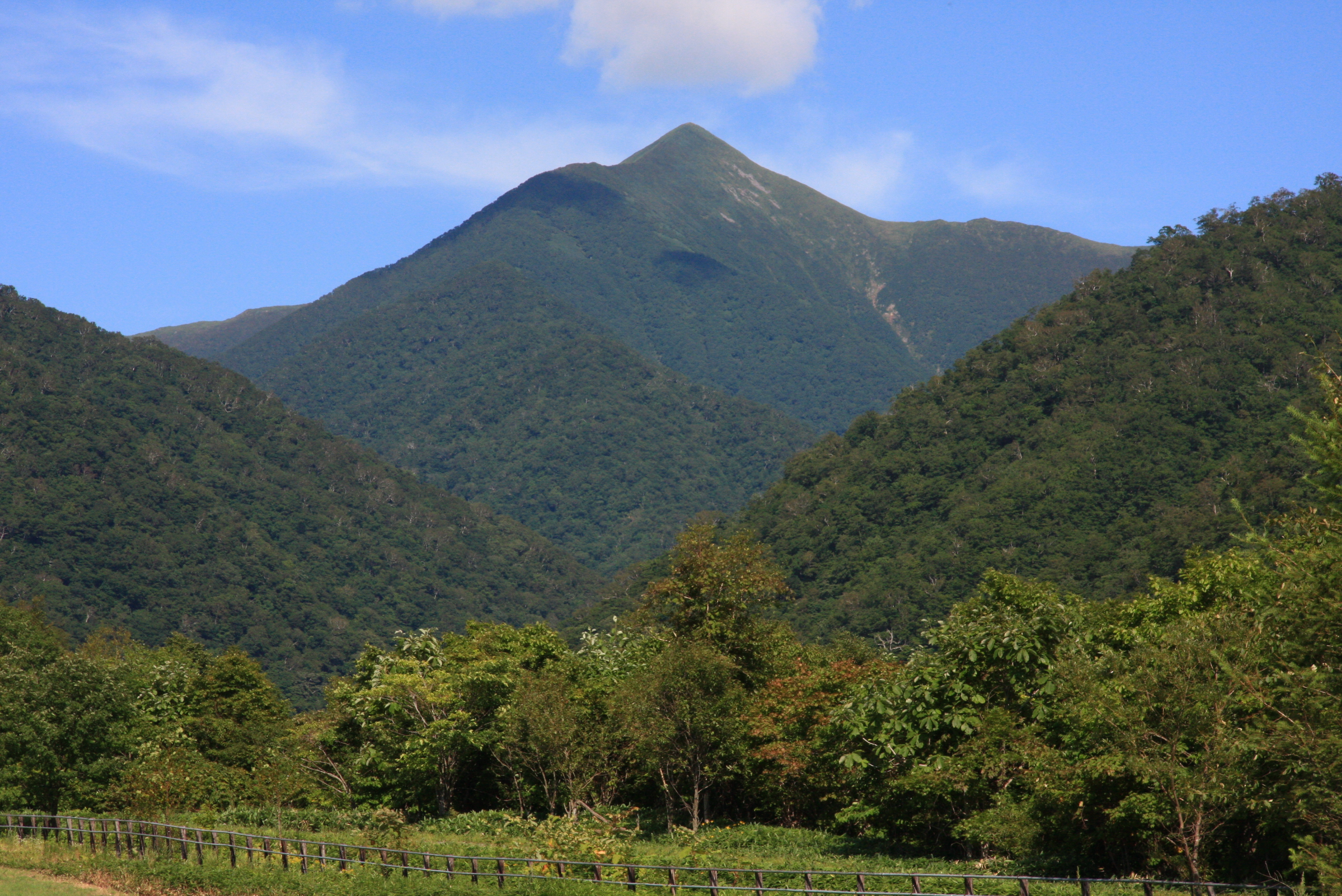
メナシュンベツ林道から見た楽古岳
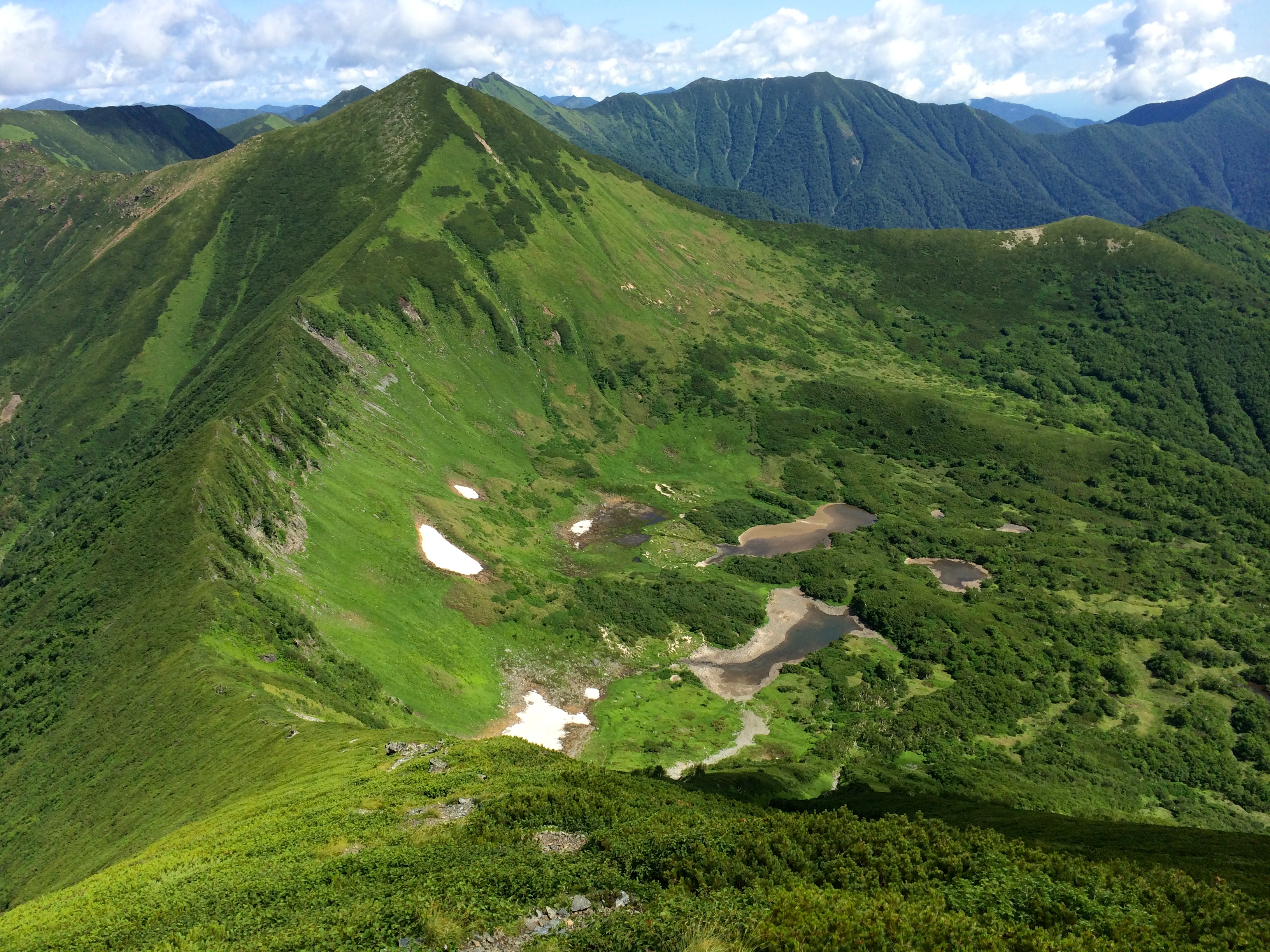
戸蔦別岳と七つ沼カール

- アポイ岳周辺地区
  - アポイ岳、吉田山、ピンネシリ一帯のアポイ山塊と幌満岳は、かんらん岩などの超塩基性岩からできており、尾根や斜面に露出している[14]。

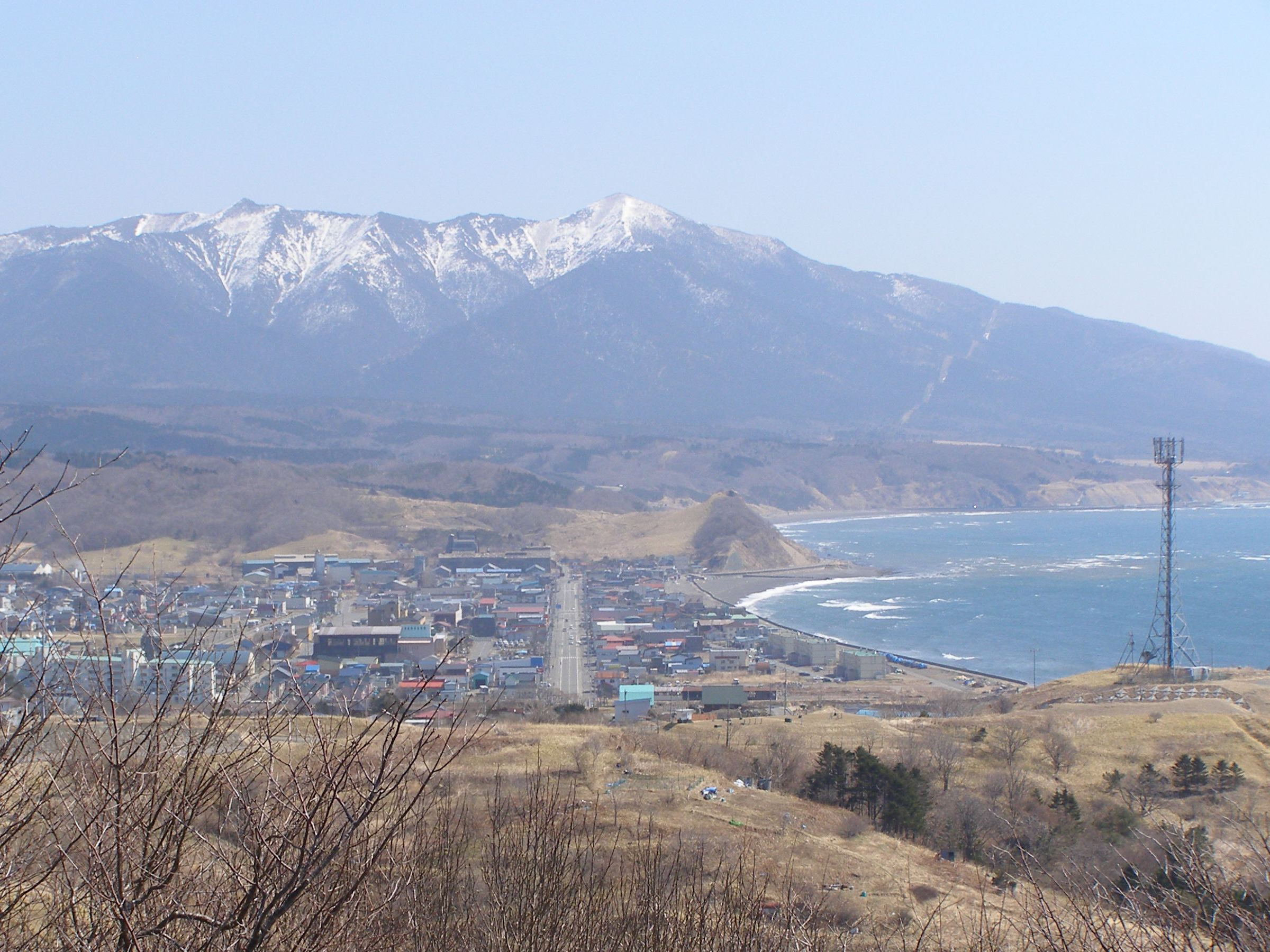
様似市街とアポイ岳

- 広尾・襟裳岬海岸及び豊似湖周辺地区
  - 海岸と襟裳岬背後の丘陵地帯は、海岸段丘の発達により海抜350 mまでの間に4つの段丘面が区別している[15]。豊似湖は自然湖であり、上空から見た形がハートに見えることから「ハートレイク」として親しまれている[16]。

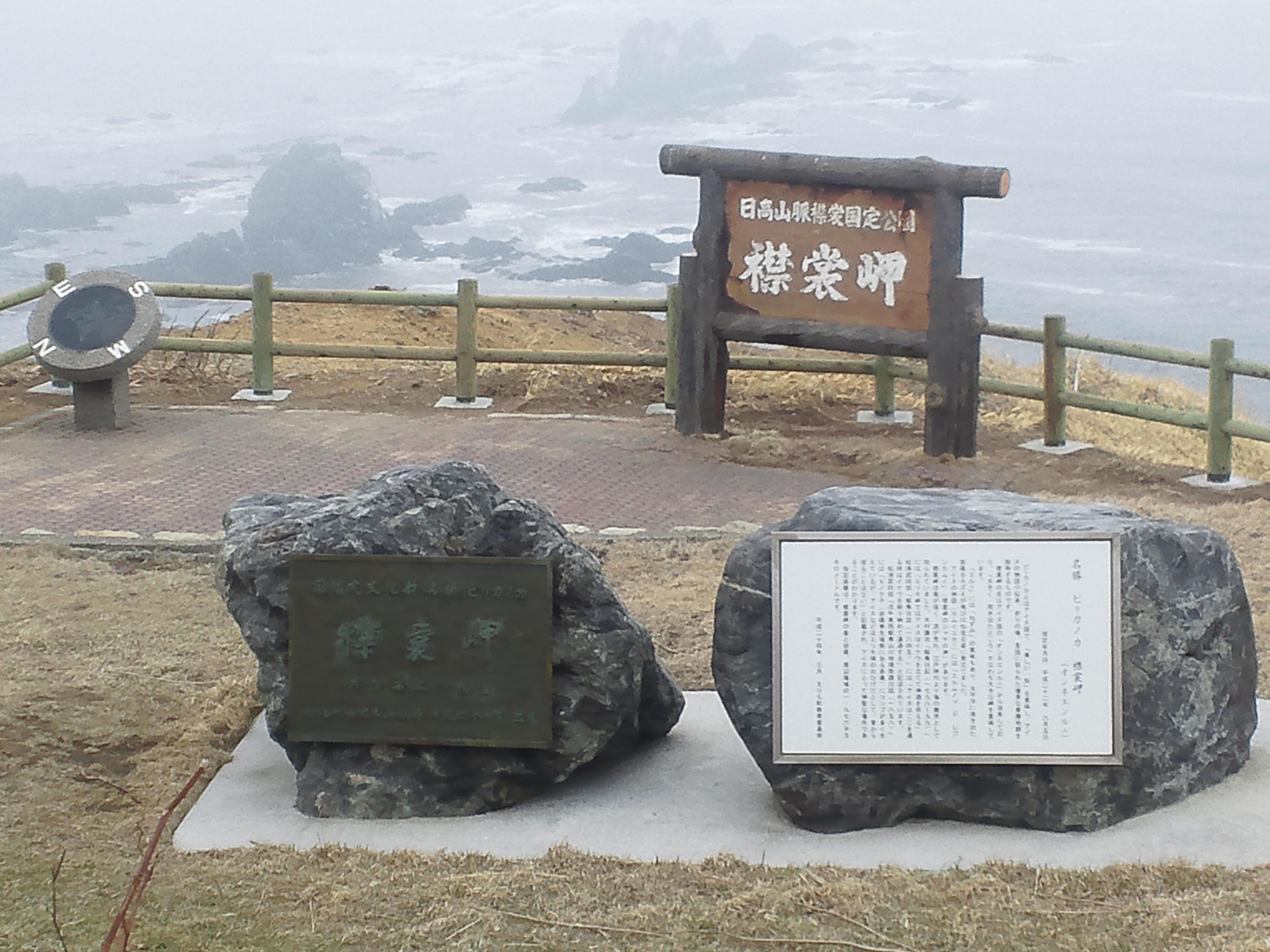
襟裳岬
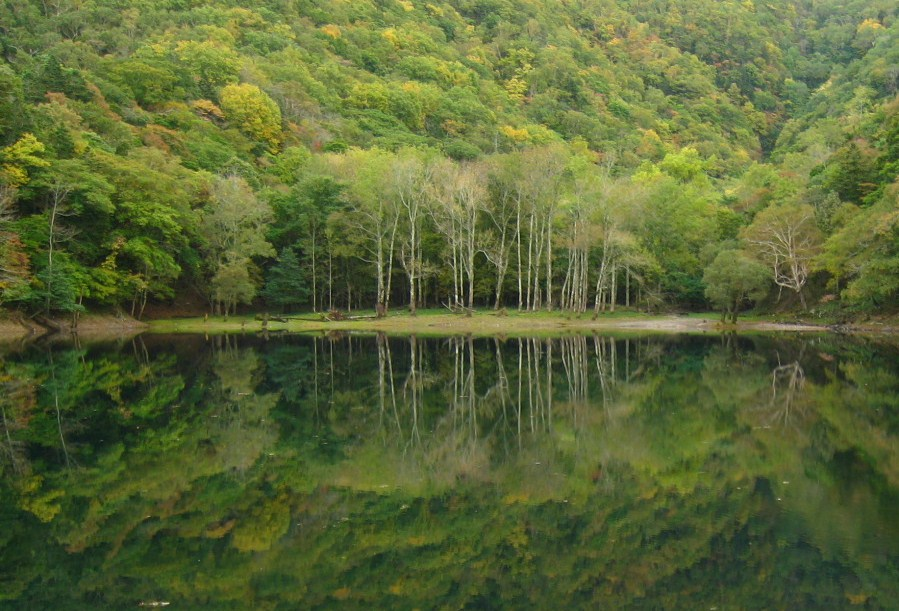
豊似湖

## 動植物
日高山脈の裾野は、日高側で河川流域にトドマツ、エゾマツの針葉樹林帯が多く、十勝側で渓谷沿いにミズナラ、オヒョウ、エゾイタヤ（イタヤカエデ）、ドロノキなどの広葉樹林帯や混交林になっている。急峻な地形のため高山植物は貧弱であるが、ハイマツはじめ固有種のヒダカミネヤナギやカムイビランジ、超塩基性岩の指標植物としてナンブイヌナズナ、ユキバヒゴタイなどの貴重な植生を見ることができる。アポイ岳周辺では、植物の特徴として種類が約800種あってヒダカソウやエゾコウゾリナ、アポイカンバなどのアポイ岳固有の植物が含まれていること、低い標高にもかかわらず高山植物が数多くあること、北方系と南方系の植物が錯綜していること、ダケカンバの林がハイマツ群落より高い所でも形成されて垂直分布が異常であることが挙げられる。国道336号沿いの海食崖ではエゾイヌナズナ、ミヤマトウキ、エゾカンゾウ（ゼンテイカ）などの植物を見ることができ、海岸草原ではハマエンドウ、センダイハギなどの植物を見ることができる。幌満側の樹林では北海道稀産のゴレツミズゴケの団塊がある。
1973年（昭和48年）にアポイ岳でヒメチャマダラセセリが日本国内未記録の蝶として発見され、国の天然記念物に指定されているほか、「幌満ゴヨウマツ自生地」も天然記念物に指定され、「アポイ岳高山植物群落」は国の特別天然記念物に指定されている。広尾から庶野にかけての国道336号沿いの海岸岩質荒原では、エゾスカシユリ、エゾカワラナデシコなどの植物を見ることができ、百人浜では国有林のクロマツの人工林が一帯を占めている。襟裳岬の風衝地ではエゾミヤコザサが一帯を占めている。百人浜の西側丘陵地と襟裳岬の海岸段丘一帯では、ツリガネニンジン、エゾルリトラノオ（ルリトラノオ）などの高山植物を見ることができる。豊似湖周辺の岩礫地ではナキウサギが生息して南限地と言われているほか、襟裳岬はゼニガタアザラシの繁殖地であり、南限の生息地として貴重になっている。

## 景勝地
- 日勝峠園地展望台[19]
- 札内川園地（ピョウタンの滝）
- 黄金道路（国道336号）
- 百人浜
- 襟裳岬[20]
- 日高耶馬渓[21]

## ビジターセンター

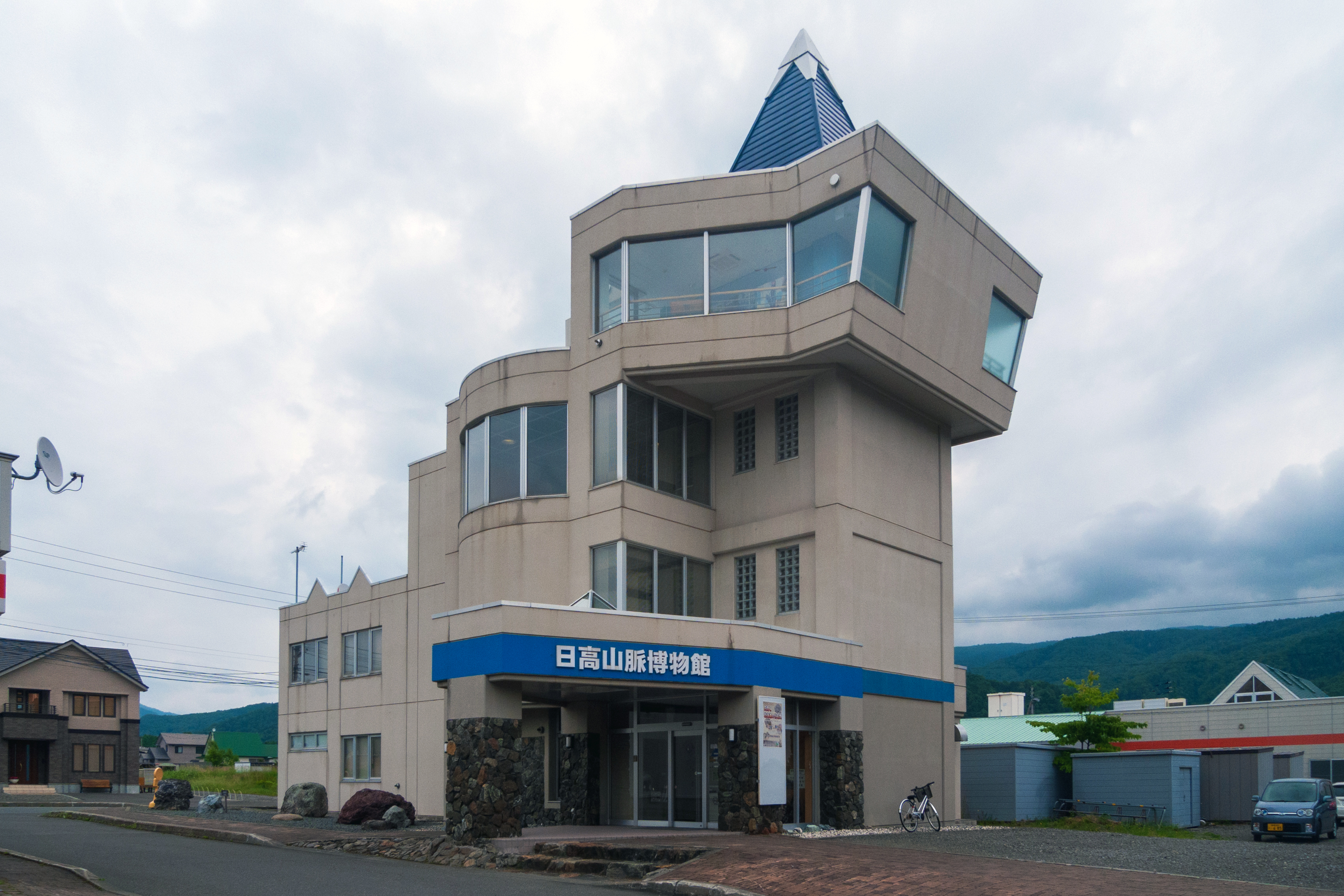
日高山脈博物館

| 施設名                             | 設置者   | 所在地                              | 利用者数（人） |
| ---------------------------------- | -------- | ----------------------------------- | -------------- |
| 日高山脈博物館                     | 日高町   | 北海道沙流郡日高町本町東1丁目297-12 | -              |
| アポイ岳ジオパークビジターセンター | 様似町   | 北海道様似郡様似町字平宇479-7       | -              |
| 中札内村日高山脈山岳センター       | 中札内村 | 北海道河西郡中札内村南中札内713     | -              |

## 参考資料
- “日高山脈襟裳国定公園管理指針” (PDF).   北海道. 2016年8月25日閲覧。